# Kerime Nadir
Kerime Nadir (* 5. Februar 1917 in Istanbul als Kerime Nadir Azrak; † 20. März 1984 ebenda) war eine türkische Schriftstellerin der modernen türkischen Literatur. Der Großteil ihrer Liebesromane wurde in der Türkei vor allem in den 1960ern und 1970ern verfilmt.

## Leben
Kerime Nadir war die Tochter des Finanzbeamten Nadir Azrak und Enkelin des Yahya Reşit Efendi, eines Hattat aus Şebinkarahisar und Kadi in Ägypten, das damals formal zum osmanischen Reich gehörte. Nadir absolvierte das Saint-Joseph-Mädchen-College im Istanbuler Viertel Bebek.
Sie begann als Autorin von Gedichten und Kurzgeschichten für die Zeitschriften Servet-i Fünûn - Uyanış und Yarımay. Es folgten ihre ersten Romane in den Zeitschriften Yedigün, Aydabir und Hayat.
Kerime Nadir schrieb ihre Romane in der Tradition der sentimentalistischen Literatur, die Anfang des 20. Jahrhunderts mit Güzide Sabri Aygüns Roman منوّر (Münevver) begonnen wurde.
Die Protagonisten in ihren Romanen waren stets ideale Figuren: die Romanhelden waren gutaussehend und erfolgreich, die Romanheldinnen schön und tugendhaft. Konflikte entstanden wegen Klassendifferenzen oder wegen der unterschiedlichen Wertvorstellungen in Stadt und Land. Frauen in Kerime Nadirs Romanen zogen die Romanhelden durch ihre Schönheit und Tugendhaftigkeit an, woran es ihren Konkurrentinnen mangelte. Kerime Nadirs und Muazzez Tahsins  Bücher hatten aus Marketinggründen ein bestimmtes auffälliges Aussehen, das sie in Buchregalen Kerime Nadir und Muazzez Tahsin zuordnen ließ: auf dem Buchumschlag befand sich eine junge Frau allein oder mit einem jungen Mann in Pastellfarben. Dazu kam der einprägsame und dramatische Buchtitel wie z. B. Son Hıçkırık (Das letztmalige Schluchzen).
Warum sie sich für Liebesromane entschieden hatte, erklärte sie in einem Interview folgendermaßen: Das, was sie im Leben am meisten beeindrucke und sie zum Schreiben animiere, sei die Untreue, der Egoismus und die fehlende Empathie der Menschen beim Thema Liebe.
Trotz ihres großen Erfolgs wurde Nadirs Stil von anderen türkischen Schriftstellern ihrer Zeit  oft als unliterarisch kritisiert.
Ihr Roman Posta güvercini (Die Brieftaube) von 1950 wurde ins Französische übersetzt. Sie schrieb mehr als 40 Romane mit mehr als 200 Auflagen, die zusammen mehr als 5 Millionen Mal verkauft wurden. Ihre Bücher werden auch heute noch neu aufgelegt.
Viele ihrer Romane wurden verfilmt, einige auch mehrmals. Für viele Verfilmungen hat Nadir das Drehbuch selbst geschrieben. In den Verfilmungen der 1950er Jahre spielten die Hauptrollen u. a. Muhterem Nur, Kenan Pars, Belgin Doruk, Göksel Arsoy. In den Verfilmungen der 1960er und 1970er spielten die Hauptrollen meist Türkân Şoray, Ediz Hun, Kartal Tibet, Hülya Koçyiğit, Filiz Akın. Für viele Verfilmungen wurde ein gleichnamiges Titellied komponiert, so z. B. Funda gesungen von Suat Sayın und Bora Dinletir, Samanyolu gesungen von Berkant, Seven Ne Yapmaz gesungen von Esin Engin, Zambaklar Açarken gesungen von Erol Büyükburç, Dert Bende gesungen von Kamuran Akkor und Ajda Pekkan und komponiert von Orhan Gencebay. Einer ihrer erfolgreichsten Romane Samanyolu (Die Milchstraße) wurde zuletzt 2009 nach den Verfilmungen von 1959 und 1967 zum insgesamt dritten Mal verfilmt.

## Werke
- Yeşil Işıklar (Die grünen Lichter) / 1937
- Hıçkırık (Das Schluchzen) / 1938
- Günah Bende mi? (Habe ich die Sünde begangen?) / 1939
- Seven Ne Yapmaz (Was ein Liebender nicht alles tut) / 1940
- Gönül Hırsızı (Dieb der Herzen) / 1941
- Kalp Yarası (Wunde des Herzens) / 1941
- Samanyolu (Die Milchstraße) / 1941[10]
- Funda (ein Männer- und Frauenname / Erika) / 1943
- Sonbahar (Herbst) / 1943
- Gelinlik Kız (Mädchen im Heiratsalter) / 1943
- Uykusuz Geceler (Schlaflose Nächte) / 1945
- Aşka Tövbe (Abkehr von der Liebe) / 1945
- Kahkaha (Gelächter) / 1946
- Balayı (Flitterwochen) / 1946
- Solan Ümit (Erblassende Hoffnung) / zwischen 1946 und 1948 (die erste Auflage gibt keine Jahresangabe an)[10]
- Ormandan Yapraklar (Blätter vom Wald) / 1948
- O Gün Gelecek mi? (Wird jener Tag kommen?) / 1948
- Aşk Rüyası (Liebestraum) / 1949
- Posta Güvercini (Die Brieftaube) / 1950
- Ruh Gurbetinde (In der seelischen Fremde) / 1953
- Pervane (Propeller/Rotor) / 1955
- Son Hıçkırık (Das letztmalige Schluchzen) / 1956
- Kırık Hayat (Ein gebrochenes Leben) / 1957
- Esir Kuş (Der gefangengehaltene Vogel) / 1957
- Aşk Bekliyor (Die Liebe wartet) / 1959
- Gümüşselvi (Die Silberzypresse) / 1960
- Boş Yuva (Leeres Heim) / 1962
- Bir Aşkın Romanı (Der Roman einer Liebe) / 1962
- Dehşet Gecesi (Die Nacht des Grauens) / 1963
- Suya Düşen Hayal (Der verflossene Traum) / 1964
- Saadet Tacı (Die Glückskrone) / 1966
- Sisli Hatıralar (Vernebelte Erinnerungen) / 1967
- Güller ve Dikenler (Rosen und Stacheln) / 1972
- Zambaklar Açarken (Als die Lilien blühten) / 1973
- Karar Gecesi (Nacht der Entscheidung) / 1973
- Dert Bende (Den Kummer trage ich) / 1973
- Kaderin Sırrı (Das Geheimnis des Schicksals) / 1976
- Bir Çatı Altında (Unter einem Dach) / 1979
- Romancının Dünyası (Die Welt einer Romanautorin) / 1981 (Memoirenwerk)
- Aşk Fısıltıları (Geflüster der Liebe) / 1983